# AsiaCargo Express
AsiaCargo Express Pos (formalmente AsiaCargo Express Sdn Bhd; anteriormente conocida como Gading Sari Aviation Services Sdn Bhd) es un servicio aéreo de carga de Malasia. Opera en ciudades como Kuching, Miri, Kota Kinabalu y Tawau en Malasia oriental.

## Historia
Su empresa matriz, KL Airport Services Sdn Bhd (KLAS), se hizo cargo de Gading Sari en febrero de 2015, y la nueva marca de la compañía se lanzó en marzo de 2016. El código ICAO era inicialmente GSB, y no tenía código IATA. Cuando la aerolínea fue renombrada, el código IATA se convirtió en CXM.

## Destinos
- Kuala Lumpur - Aeropuerto internacional de Kuala Lumpur (base principal)
- Kuching - Aeropuerto internacional de Kuching
- Miri - Aeropuerto de Miri
- Kota Kinabalu - Aeropuerto Internacional de Kota Kinabalu
- Tawau - Aeropuerto de Tawau
- Johor Bahru - Aeropuerto Internacional Senai
- Penang - Aeropuerto Internacional de Penang
- Kota Bharu - Aeropuerto Sultan Ismail Petra

## Flota

### Flota actual
La flota de AsiaCargo Express consta de los siguientes aviones (a marzo de 2021):
| Aeronave        | En servicio | En orden | Observaciones                  |
| --------------- | ----------- | -------- | ------------------------------ |
| Boeing 737-400F | 1           | -        |                                |
| Boeing 737-800F | 1           | -        | Primero en el sudeste asiático |
| Total           | 2           |          |                                |

### Antigua flota
La aerolínea operaba los siguientes aviones (hasta febrero de 2015):
- 2 Boeing 737-400F